# Daniele Bagni
Daniele Bagni, noto anche con lo pseudonimo di Barny (Modena, 25 gennaio 1963), è un bassista italiano.

## Biografia
L'inizio della sua carriera di musicista nel 1988 è come bassista dei Ladri di Biciclette di Paolo Belli. Ha suonato nei due album Ladri di biciclette (1989) e Figli di un do minore (1991) prodotti da Celso Valli. Con i Ladri di Biciclette ha partecipato a diversi tour, numerose trasmissioni televisive tra le quali i Festival di Sanremo 1989 e 1991 (rispettivamente con i brani Ladri di Biciclette e Sbatti ben su del Be Bop) e Vota la voce del 1989 (con il brano Dottor Jazz & Mr. Funk) vincendo il premio di artisti rivelazione dell'anno. Insieme a Francesco Baccini hanno vinto il Festivalbar 1990 (con il brano Sotto questo sole). Insieme a loro ha avuto l'occasione di suonare con Billy Preston, Sam Moore di Sam & Dave, Massimo Ranieri, Jimmy Winterspoon e Jon Hendricks. In seguito ha collaborato con Paolo Belli alla registrazione di due album di Paolo Belli & the Rhythm Machine prodotto e mixato da Alan Golderg (1993) e Solo (1994).
Nel periodo 1994-1999, ha collaborato con i Litfiba, partecipando anche a numerose tournée in Italia e all'estero. Nel corso di questi anni ha registrato con la band i seguenti album: Spirito (1994), prodotto e mixato da Rick Parashar e Mike Tacci; Lacio drom (buon viaggio) (1995), mixato da Tom Lord-Alge; Mondi sommersi (1997), mixato da Tim Palmer; Croce e delizia (1998), Infinito (1999) e '99 Live (2005). Dal 1994 al 1998 suona il basso nella sigla di Italia 1 film, ciclo di film in onda su Italia 1. Successivamente allo scioglimento del sodalizio Renzulli/Pelù, entra a far parte della band che ha accompagnato Piero Pelù durante la carriera solista denominata Supercombo dal 1999 al 2005, registrando gli album Né buoni né cattivi (2000), U.D.S. - L'uomo della strada (2002) e Soggetti smarriti (2004), nei quali ha avuto l'opportunità di registrare con i batteristi Vinnie Colaiuta, Alfredo Golino e Roberto Gualdi.
Dal 2006 al 2009 suona con Piero Pelù registrando gli album In faccia (2006), MTV Storytellers (2007) e Fenomeni (2008). Nel 2010 ha suonato con il chitarrista Paul Gilbert in occasione di alcune Clinics.
Ha fatto parte della reunion dei Litfiba, ritornando nella band dopo 10 anni, nel periodo che va dal 2009 al 2012. Nel 2010 è stato pubblicato il nuovo album registrato dal vivo Stato libero di Litfiba, mentre nel 2012 ha suonato nell'album in studio Grande nazione e il 21 di settembre 2012 era con loro sul palco del Campovolo di Reggio Emilia in occasione del concerto benefico Italia Loves Emilia a favore dei terremotati emiliani. Nel 2011 e 2013 ha suonato con il pianista/vibrafonista Annibale Modoni in occasione dell'evento Insieme si può, organizzato dalla cantante Anna Mulazzi con lo scopo di raccogliere fondi per l'Hospice Bentivoglio. Nel 2013 e 2014 ha suonato sul palco del 105 Stadium di Rimini in occasione di Buon compleanno Sic presentato e diretto da Sergio Sgrilli.
Nel 2015 entra a far parte del progetto Balzaak, una band che propone uno spettacolo che rende omaggio ad Adriano Celentano. Oltre a Mao alla voce, la lineup della band è completata da altri musicisti, che partecipano occasionalmente in qualità di ospiti, come Andy dei Bluvertigo, Alessandro Deidda de Le Vibrazioni e Stefania "Alteria" Bianchi. Il primo spettacolo teatrale-musicale portato sul palco è stato "Olràit! - Mao sogna Celentano e gliele canta".
Nel 2017 inizia la collaborazione con la Indie Band Emotu e nel 2018 pubblica insieme a loro l'album Meccanismi Imperfetti. Nel 2019 inizia la collaborazione per lo spettacolo di Duccio Forzano e Gianni Salvioni "L'Angelo Bugiardo" dedicato a Lucio Dalla entrando a far parte della band Lino e La Settima Luna.

## Discografia

### Con i Ladri di Biciclette

#### Album in studio
- 1989 - Ladri di Biciclette
- 1991 - Figli di un do minore

#### Singoli
- 1989 - Ladri di Biciclette
- 1989 - Dr Jazz e Mr.Funk

### Con Paolo Belli

#### Album in studio
- 1993 - Paolo Belli & Rhythm Machine
- 1994 - Solo

#### Singoli
- Una grande anima (1993)
- E intanto gira (1993)
- Mi hanno lasciato qui (1994)
- Mrs. Jones (1994)

### Con i Litfiba

#### Album in studio
- 1994 - Spirito
- 1995 - Lacio drom (buon viaggio) (Studio & Live)
- 1997 - Mondi sommersi
- 1998 - Croce e delizia (Live)
- 1999 - Infinito
- 2003 - The Platinum Collection (Litfiba)
- 2005 - '99 Live (prodotto da Piero Pelù per il 25º anniversario della band)
- 2010 - Stato libero di Litfiba
- 2012 - Grande nazione

#### Singoli
- 1994 - Spirito (CD singolo)
- 1995 - Lo spettacolo (CD singolo)
- 1995 - No frontiere (CD singolo)
- 1995 - Lacio drom (CD singolo)
- 1995 - Lo spettacolo remix (CD singolo)
- 1996 - Ora d'aria (CD singolo)
- 1996 - Ritmo 2 # (CD singolo)
- 1997 - Regina di cuori (CD singolo)
- 1997 - Goccia a goccia (CD singolo)
- 1997 - Reina de corazones (CD singolo per il mercato spagnolo)
- 1997 - Imparerò (CD singolo)
- 1998 - Sparami (CD singolo)
- 1999 - Il mio corpo che cambia (CD singolo)
- 1999 - Mascherina (CD singolo)
- 1999 - Vivere il mio tempo (CD singolo)
- 2010 - Sole nero (12")
- 2011 - Squalo (digital download)
- 2012 - La mia valigia (digital download)
- 2012 - Elettrica (10")

#### Video
- 1998 - Croce e delizia

### Con Piero Pelù

#### Album in studio
- 2000 - Né buoni né cattivi
- 2002 - U.D.S. - L'uomo della strada
- 2004 - Soggetti smarriti
- 2006 - In faccia
- 2007 - MTV Storytellers
- 2008 - Fenomeni

#### Raccolte
- 2005 - Presente (Piero Pelù)
- 2013 - Identikit (Piero Pelù)

#### EP
- 2003 - 100% Live

#### Singoli
- 2000 - Io ci sarò
- 2000 - Toro loco
- 2000 - Buongiorno mattina
- 2001 - Bomba boomerang
- 2002 - Bene bene male male
- 2003 - Amore immaginato (feat. Anggun)
- 2003 - Stesso futuro
- 2004 - Prendimi così
- 2004 - Dea musica
- 2005 - Soggetti smarriti
- 2005 - Nel mio mondo
- 2006 - Tribù
- 2006 - Velo
- 2007 - Sorella notte (live)
- 2008 - Tutti fenomeni (promo, videoclip)
- 2008 - Viaggio

### Con Altri Artisti

#### Album in studio
- 2000 - Barnyworld Project Out of Time
- 2001 - Altera Canto di spine
- 2002 - Music Academy Italy Plays Fender
- 2007 - Cecco Togamagoga
- 2017 - Emotu Meccanismi imperfetti

#### Singoli
- 1996 - Costa Fragili nel cuore/Stella del baretto
- 1998 - Bliz Yeeeeh!!!
- 1999 - Cinesi Quattro giorni insieme
- 2009 - Barnyworld Project Cantaloop

#### Video
- 1995 - Lacio drom (buon viaggio)
- 2005 - Supercombo Tra cielo e terra

## Videoclip
- 1989 - Ladri di Biciclette (Ladri di Biciclette)
- 1989 - Dottor Jazz & Mr. Funk (Ladri di Biciclette)
- 1990 - Sotto Questo Sole (Ladri di Biciclette & Francesco Baccini)
- 1991 - Sbatti Ben Su del Be Bop (Ladri di Biciclette)
- 1995 - Lo spettacolo (Litfiba)
- 1995 - Spirito (Litfiba)
- 1996 - Lacio drom (buon viaggio) (Litfiba)
- 1997 - Regina di Cuori (Litfiba)
- 2000 - Io Ci Sarò (Piero Pelù)
- 2001 - Bomba Boomerang (Piero Pelù)
- 2002 - Bene Bene Male Male (Piero Pelù)'
- 2002 - Raga'n Roll Bueno (Piero Pelù)
- 2002 - Revolution (cover The Beatles)
- 2002 - Tutti Fenomeni (Piero Pelù)
- 2012 - Squalo (Litfiba)
- 2012 - Elettrica (Litfiba)

## Tour & Promozione Televisiva
- 1988-89-90-91 - Ladri di biciclette
- 1992-93 - Paolo Belli
- 1994-95-96-97-98-99-2010-11-12- Litfiba
- 2000-01-02-03-04-05-06-07-08-09- Piero Pelù

## Eventi Live & Televisivi
- Concerto del Primo Maggio - 1989-1991 - Ladri di biciclette- 1993 - Paolo Belli- 1997 - Litfiba- 2001 - 03 - 06 - 08 -Piero Pelù
- Festival di Sanremo - 1989-1991 - Ladri di biciclette
- Festivalbar 1989 - Ladri di biciclette
- Vota la voce 1989 - Ladri di biciclette
- Fantastico (programma televisivo) - 1989 - Ladri di biciclette
- Festivalbar 1990 - Ladri di biciclette e Francesco Baccini
- Festivalbar 1991 - Ladri di biciclette
- Pavarotti & Friends - 1996 - Litfiba
- Festivalbar 1997 - Litfiba
- Festivalbar 1999 - Litfiba
- Heineken Jammin' Festival - 2000 - Piero Pelù
- Festivalbar 2000 - Piero Pelù
- Festival di Sanremo 2001 - Piero Pelù (ospite)
- Festivalbar 2002 - Piero Pelù
- MTV Day 2002 - Piero Pelù
- MTV Day 2004 - Piero Pelù
- Festivalbar 2004 - Piero Pelù
- Live 8 Roma - Piero Pelù
- Festivalbar 2006 - Piero Pelù
- MTV Day 2006 - Piero Pelù
- Festivalbar 2008 - Piero Pelù
- MTV Day 2010 - Litfiba
- Italia Loves Emilia - 2012 -Litfiba

## Produzioni
- Insieme si può (DVD) - 2013 - (AnnA Mulazzi) indie
- Last Birthday (Album) - 2013 - (Hollywood Vampires) Jack Records
- Corale Insieme si può (DVD) - 2011 - (AnnA Mulazzi) indie
- Ruggine (Album) - 2011 - (Elizabeth) Mescal/Universal (prodotto con Carloenrico Pinna & Elizabeth)
- You are my light/Piove su Milano (Cd singolo) - 2011 - (Elizabeth) Mescal/Universal (prodotto con Elizabeth)
- Un mondo per me - 2009 - (Elizabeth) indie (prodotto con Elizabeth)
- Stecca (Album) - 2009 - (Stecca) Self/Divinazione (prodotto con Mel Previte)
- Ruggine (Album) - 2011 - (Elizabeth) Mescal/Universal
- Circle of Fire (Album) - 2003 - (Desdemona) indie
- Someday (Album) - 2001 - (Desdemona) indie
- Il Crogiuolo - 2000 - (Ateche) WEA/TEG (Prodotto con Piero Pelù)
- Ateche - 1999 - (Ateche) SUB (suoni unti & bisunti)
- Big Bang- 1997 - (Rumori Molesti)